# Heinwig Lang
Heinwig Lang (* 1935) ist ein deutscher Optik-Ingenieur.
Lang wurde 1967 an der TU Berlin in der Fakultät für allgemeines Ingenieurwesen promoviert (Dissertation: Ein Verfahren zur Messung axialer und außeraxialer Wellenaberrationen von Mikroskop-Objektiven). Er war zuletzt Entwicklungsleiter in einem Industrieunternehmen der Unterhaltungselektronik (Broadcast Television Systems (BTS) in Darmstadt, einem 1986 gegründeten Joint-Venture der Firmen Robert Bosch und Philips für Fernsehgeräte, die aus der Robert Bosch Fernsehanlagen GmbH mit Sitz in Darmstadt hervorging)
Er befasste sich mit Optik, Bildverarbeitung und Farbtheorie und ist Autor von einschlägigen Werken über Farbtheorie und Farbmetrik, so im Standardwerk Lehrbuch der Experimentalphysik von Bergmann-Schaefer. Sein Buch über Farbmetrik und Farbfernsehen von 1978 wurde auch ins Finnische übersetzt (1982).
Nach dem Ausscheiden aus dem Berufsleben promovierte er in Philosophie in Darmstadt und lehrte dort auch an der TU Darmstadt.

## Schriften
- Farbmetrik und Farbfernsehen, Oldenbourg 1978
- Goethe, Lichtenberg und die Farbenlehre, in: Photorin, Band 6, 1983, S. 12–31
- Farbwiedergabe in den Medien: Fernsehen, Film, Druck, Göttingen: Muster-Schmidt 1995
- Colour and its reproduction, Band 1: Colorimetry, Göttingen, Zürich: Muster-Schmidt 2002
- Farbmetrik, in Bergmann-Schaefer Lehrbuch der Experimentalphysik, Band 3, De Gruyter 2004
- Die Individualität der Dinge, Bielefeld: transcript 2008 (Dissertation in Philosophie)